# Аня Погончова
Аня Погончова, німецький варіант — Аня Погонч (н. -луж. Anja Pohončowa, нім. Anja Pohontsch; нар.1970, Фечау, Німецька Демократична Республіка) — лужицька громадська діячка, учений-лінгвіст, науковий співробітник Серболужицького інституту, нижньолужицька журналістка, редактор і телеведуча програми «Łužyca» на нижньолужицькій мові Баутценської серболужицької студії радіостанції Rundfunk Berlin-Brandenburg (RBB) в Котбусі, Німеччина.

## Біографія
Народилася в 1970 році в нижньолужицькій комуні Фечау. Навчалася в нижньолужицькій середній школі. Середню освіту отримала в Нижньолужицькій гімназії в Котбусі. З 1989 року по 1994 рік вивчала русистику і сорабістіку в Лейпцизькому університеті. Захистила докторську науковий ступінь в Дрезденському технічному університеті. Після організації на радіостанції Rundfunk Berlin-Brandenburg (RBB) телепрограми «Łužyca» на нижньолужицькій мові була її телеведучою до 2001 року. З середини 2005 року є редактором цієї програми. З 1999 року є науковим співробітником Серболужицького інституту в Будішин і чередує ведення програми зі своїм колегою Християном Матте.
Входила до редакції енциклопедії «Sorbisches Kulturlexikon», яка вийшла в 2014 році.
В даний час є членом Верхньолужицької мовної комісії і членом Комісії лінгвістичної бібліографії (Kommission für linguistische Bibliographie) Міжнародного слов'янського комітету (Internationalen Slawistenkomitee). Входить до складу Ради серболужицької культурно-просвітницької організації «Матиці серболужицької».

## Основні твори
- Geschichte und Gegenwart der obersorbischen Schriftsprache
- Lexikologie, Wortbildung und Lexikografie des Obersorbischen, moderne Terminologie im Obersorbischen
- Bibliografie der sorbischen Sprachwissenschaft